# Große Magellansche Wolke
Die Große Magellansche Wolke (Nubecula Major), abgekürzt GMW oder LMC (englisch Large Magellanic Cloud), ist eine Satellitengalaxie der Milchstraße (Galaxis). Sie befindet sich in einer Entfernung von rund 163.000 Lichtjahren zum Sonnensystem. Sie ist das viertgrößte Mitglied der Lokalen Gruppe, nur übertroffen von Milchstraße, Andromeda- und Dreiecksgalaxie. Mit ihren rund 15 Milliarden Sternen kommt sie auf etwa 5 % der Anzahl der Sterne der Milchstraße und dreimal so viele Sterne wie die ihr in vielerlei Hinsicht ähnliche Kleine Magellansche Wolke (KMW / SMC – Small Magellanic Cloud). Große und Kleine Magellansche Wolke werden zusammenfassend als Magellansche Wolken bezeichnet.
Die Große Magellansche Wolke liegt im Grenzbereich der Sternbilder Schwertfisch und Tafelberg. Damit ist sie ein Objekt des Südsternhimmels und von Mitteleuropa aus nicht sichtbar. Vermutlich sind die beiden Magellanschen Wolken gravitativ an die Milchstraße gebunden. Es wird erwartet, dass die Große Magellansche Wolke in etwa 2,4 Milliarden Jahren mit der Milchstraße zu einer einzigen Galaxie verschmelzen wird.
Aufgrund ihrer relativen Nähe zur Milchstraße war und ist die Große Magellansche Wolke Gegenstand intensiver astronomischer Forschungen. Sie hat eine zentrale Rolle beim Abgleich kosmischer Skalen gespielt. Die Große Magellansche Wolke ist eine im Vergleich zur Milchstraße sehr aktive Galaxie mit einer hohen Sternentstehungsrate und einem hohen Anteil Dunkler Materie. Sie enthält etliche der größten bekannten Sterne. Impulsgebend für die Forschung war 1987 die in der Großen Magellanschen Wolke aufgeflammte Supernova 1987A. Sie war die erste Supernova in relativer Nähe zur Erde, die mit modernen Instrumenten untersucht werden konnte. Sie gilt als das am besten untersuchte Einzelobjekt in der astronomischen Geschichte und rückblickend als Auslöser für die Begründung der Neutrinoastronomie. Nicht zuletzt das Interesse an den beiden Magellanschen Wolken führte dazu, dass die 1962 gegründete ESO als europäisches Gemeinschaftsprojekt ihre Teleskope weit südlich in der chilenischen Atacama-Wüste errichtete.

## Entdeckungsgeschichte
Den Bewohnern der Südhalbkugel waren die beiden Magellanschen Wolken schon seit prähistorischer Zeit durch freiäugige Beobachtungen bekannt. So spielen die beiden im Aussehen nebelartigen Gebilde eine Rolle in den Mythen der Aborigines. 964 wurden sie durch den persischen Astronom Al Sufi in seinem Buch der Fixsterne erwähnt. Der mutmaßlich erste Europäer, der Notiz von den beiden Galaxien nahm, war der Seefahrer und Entdecker Amerigo Vespucci, nach dem der amerikanische Kontinent benannt wurde. Ein „dunkles“ und zwei „helle“ im Reisebericht Mundus Novus über seine Südamerikafahrt von 1501/02 beschriebene Objekte des Südhimmels lassen sich mit dem Kohlensack und den beiden Magellanschen Wolken identifizieren. 1515 beschrieb der italienische Seefahrer Andrea Corsali in einem Brief vom 6. Januar an Giuliano di Lorenzo de’ Medici die beiden Galaxien.
Benannt wurden die Magellanschen Wolken letztendlich nach Ferdinand Magellan. 1525 erwähnte der Italiener Antonio Pigafetta die beiden Galaxien in seinem viel gelesenen Reisebericht über dessen erste Weltumsegelung. Es dauerte jedoch lange, bis sich die Bezeichnung als Magellansche Wolken allgemein durchsetzte. Bis ins 19. Jahrhundert waren Große und Kleine Magellansche Wolke als Kapwolken bekannt – eine Bezeichnung, die sich auf weit südwärts führende Seefahrten rund um Kap Hoorn oder das Kap der Guten Hoffnung bezieht, auf denen die Galaxien beobachtet werden konnten.

## Anzahl Sterne, Masse und Leuchtkraft
Diverse Veröffentlichungen geben die Anzahl der Sterne der Großen Magellanschen Wolke mit rund 15 Milliarden an. Die Angaben zur Masse der Galaxie streuen in Abhängigkeit von der Unsicherheit anderer Parameter und von der Berechnungsmethode über einen breiten Fächer. Jonathan Diaz und Kenji Bekki veranschlagten die Masse im Jahr 2011 auf 2e10 Sonnenmassen (M☉). Im Jahr 2013 bestimmten Roeland P. van der Marel und Nitya Kallivayalil die Masse innerhalb eines Radius von 8,7 kpc (28.400 Lichtjahre) zu {\displaystyle (1{,}7\pm 0{,}7)\cdot 10^{10}} M☉. Die Gesamtmasse inklusive Halo könne dabei deutlich höher ausfallen und bis zu {\displaystyle 2{,}5\cdot 10^{11}} M☉ betragen. Fünf Jahre später berechnete eine Forschergruppe um D. Erkal die Gesamtmasse der Großen Magellanschen Wolke zu {\displaystyle 1{,}38_{-0,24}^{+0,27}\cdot 10^{11}} M☉. Dabei schlossen die Wissenschaftler aus Störungen, die die Große Magellansche Wolke auf den Orphan Stream – einen Sternstrom im Orbit der Milchstraße – ausübt, auf die Masse der Galaxie zurück.
Mit der Großen Magellanschen Wolke besitzt die Milchstraße eine in mancher Hinsicht außergewöhnliche Begleitgalaxie. Obwohl sie anzahlmäßig nur auf rund 5 % der Sterne der Milchstraße kommt, besitzt die Große Magellansche Wolke rund ein Viertel der galaktischen Leuchtkraft. Beobachtungen haben gezeigt, dass lediglich 10 % der Galaxien mit einer der Milchstraße vergleichbaren Masse über derart leuchtkräftige Satelliten verfügen. Hinzu kommt, dass bei der Großen Magellanschen Wolke die im Halo versammelte Masse, vorwiegend Dunkle Materie, im Vergleich zur Milchstraße mit ebenfalls rund einem Viertel als ausgesprochen hoch angesehen werden darf.
Aufgrund ihrer Leuchtkraft ist die Einstufung der Großen Magellanschen Wolke als Zwerggalaxie nicht unumstritten; mit ihrer absoluten Blauhelligkeit von −18,5 mag ist sie  dafür schlicht zu hell. Nach einer gängigen Konvention werden Zwerggalaxien über Absoluthelligkeiten von weniger als −16 mag definiert.

## Struktur und Entwicklung

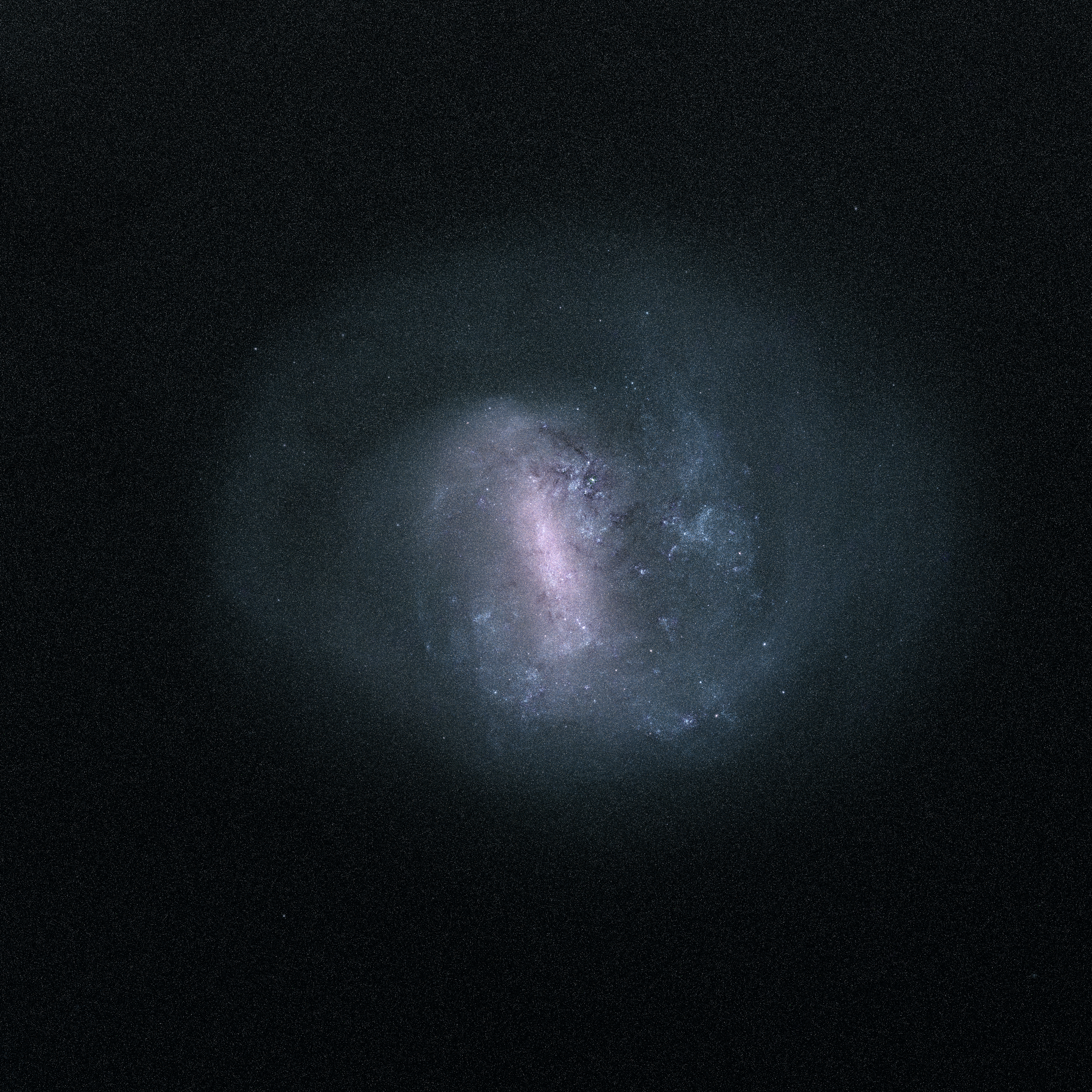
Dieses aus Daten der GAIA-Mission generierte Bild offenbart die Struktur der Großen Magellanschen Wolke als Prototyp der Magellanschen Spirale, eine Balkenspirale mit nur einem ausgeprägten Spiralarm

Die Große Magellansche Wolke wird vielfach als irreguläre Zwerggalaxie beschrieben. Allerdings besitzt sie einen asymmetrischen Balken aus Sternen ohne zentrale Verdickung von etwa 3° Ausdehnung, wobei der Balken etwa 1500 Lichtjahre näher zum Sonnensystem liegt als die Sterne der Scheibe. Daher wird die Große Magellansche Wolke auch als Übergangstyp zwischen irregulärer Galaxie und Balkenspirale gesehen. Neuere Untersuchungen auf Basis der Gaia-Sterndurchmusterung haben offenbart, dass sie nicht nur einen Balken besitzt, sondern auch – asymmetrisch – über einen ausgeprägten Spiralarm verfügt. Sie wird daher neuerdings auch als Prototyp der Magellanschen Spirale mit der Typbezeichnung SBm gesehen. Das „m“ in der Typbezeichnung steht dabei für Magellansche Wolke. Wahrscheinlich resultieren die Asymmetrien in der Geometrie des Balkens und in den unterschiedlich ausgeprägten Spiralarmen in mehrfachen vergangenen Interaktionen mit der Kleinen Magellanschen Wolke.
Die Sterne der Großen Magellanschen Wolke umlaufen das Galaxienzentrum in einem Zeitraum von rund 250 Millionen Jahren, was in ungefähr auch der Rotationsdauer der viel größeren Milchstraße entspricht. Wie bei den meisten kleineren Galaxien fehlten lange Zeit konkrete Hinweise auf die Anwesenheit eines supermassereichen, zentralen Schwarzen Lochs. Dies hat sich mittlerweile geändert. Eine Forschergruppe um Hope Boyce hat 2016 die Masse eines möglichen zentralen Schwarzen Lochs zu höchstens 12,6 Millionen (107,1) M☉ bestimmt. In einer 2025 veröffentlichten Studie wurden schnelllaufende Sterne in der Milchstraße untersucht, deren Bahnparameter auf eine Herkunft aus der Großen Magellanschen Wolke schließen lassen. Mutmaßlich stammen sie ursprünglich aus Doppelsternsystemen, die durch das zentrale Schwarze Loch der GMW gestört wurden, wodurch der eine Partner mit hoher Geschwindigkeit aus der Zwerggalaxie katapultiert wurde. Die Masse des zentralen Schwarzen Lochs wurde auf rund 600.000 M☉ abgeschätzt.
Die Große Magellansche Wolke enthält überwiegend Objekte der Population I. Ihr Balken besteht aus hellen, eng beieinander stehenden Sternen mittleren Alters. Junge Sternhaufen und OB-Assoziationen aus hellen, heißen Sternen der Spektralklassen O und B sind vornehmlich in den äußeren Bereichen der Scheibe zu finden. Der Durchmesser der Scheibe beträgt rund 3 kpc (knapp 10.000 Lichtjahre). Von den zur Galaxie gehörenden Kugelsternhaufen sind 13 älter als 11,5 Milliarden Jahre und fallen damit in die frühe Periode der Sternentstehung. Ein einziger Kugelsternhaufen ist mit einem Alter von rund 9 Milliarden Jahren bekannt, möglicherweise ein von der Kleinen Magellanschen Wolke eingefangenes Objekt. Vor rund 3 Milliarden Jahren ist die Große Magellansche Wolke in eine aktivere Phase der Sternentstehung getreten. Aus dieser bis heute anhaltenden Periode stammen 53 Sternhaufen mit einem Alter von rund 2 Milliarden Jahren.
Die Lücke zwischen den zur Großen Magellanschen Wolke gehörenden sehr alten und den jüngeren Sternhaufen konnte lange Zeit nicht zufriedenstellend erklärt werden. Heute nimmt man an, dass die beiden Magellanschen Wolken in der Vergangenheit vermutlich Teil eines Dreier-Systems von Satellitengalaxien der Milchstraße waren, von denen eine mit der Großen Magellanschen Wolke kollidierte und von dieser assimiliert wurde. Rund 5 % der Sterne der Großen Magellanschen Wolke, die ihr Zentrum im entgegengesetzten Umlaufsinn wie das Gros der Sterne umkreisen, werden ursprünglich der dritten, heute nicht mehr existenten Zwerggalaxie zugerechnet. Die Galaxienkollision fand vermutlich vor mehr als drei Milliarden Jahren statt und ist verantwortlich für die bis heute andauernde Sternentstehungsphase und die Neubildung der Kugelsternhaufen. Die bei der Kollision untergegangene Galaxie war gasreich, von geringer Metallizität und besaß eine wesentlich geringere Masse als die Große Magellansche Wolke. Deren vergleichsweise dicke Scheibe könnte ihren Ursprung im Zusammenstoß der beiden Galaxien haben.

## Entfernung
Die Messung der Entfernung zur Großen Magellanschen Wolke hat in der extragalaktischen Astronomie im letzten Jahrhundert eine Schlüsselrolle gespielt, aber zugleich immer wieder für Verwirrung gesorgt. Das große Interesse geht dabei vor allem auf die Tatsache zurück, dass die extragalaktische Entfernungsbestimmung auf der Perioden-Leuchtkraft-Beziehung der veränderlichen Cepheiden-Sterne beruht. Diese Beziehung wurde anhand von Cepheiden in der Kleinen Magellanschen Wolke entdeckt und bis zum heutigen Tag an den Cepheiden der Großen Magellanschen Wolke kalibriert und überprüft. Allerdings wirken sich dadurch alle Fehler bei der Entfernungsbestimmung der Magellanschen Wolken direkt auf die Entfernungsbestimmung anderer Galaxien aus. Insbesondere Fehlinterpretationen der Perioden-Leuchtkraft-Beziehung in der ersten Hälfte des 20. Jahrhunderts führten daher zu enormen Schwankungen in den ermittelten kosmischen Skalen.
Für die Entfernung der Magellanschen Wolken gab es daher im Laufe der Zeit weit gefächerte Angaben, variierend zwischen 40 und 80 kpc (130 bis 260 Tausend Lichtjahre). Allerdings haben sich die Messfehler, insbesondere im Zuge der Erforschung der Supernova 1987A deutlich vermindert. Bis Anfang 2013 galt für die Große Magellansche Wolke eine Distanz zwischen 44 und 51 kpc (143.000 bis 166.000 Lichtjahre) als gesichert. Nach vom Paranal-Observatorium durchgeführten Forschungen anhand von Paaren von Bedeckungsveränderlichen, so genannten Kühlen Roten Riesen, wurde die Entfernungsbestimmung auf 163.000 Lichtjahre ± 2 % verbessert. In den nächsten Jahren wird eine Reduzierung der Unsicherheit auf 1 % erwartet.

## Gravitative Bindung an die Milchstraße
Die Große Magellansche Wolke ist Teil der Milchstraßen-Untergruppe in der Lokalen Gruppe. Zusammen mit dem weitaus überwiegenden Teil aller Satellitengalaxien der Milchstraße befindet sie sich in Korotation in einer Ebene senkrecht zur galaktischen Scheibe. Dieses auch bei einigen weiteren Galaxien beobachtete Verhalten ist bislang nicht verstanden. Nach dem Kosmologischen Standardmodell wäre zu erwarten, dass die Positionen der Satellitengalaxien im Umfeld der Muttergalaxien und ihre Bewegungsrichtungen grundsätzlich zufällig verteilt sind.
Lange Zeit war unklar, ob die Große Magellansche Wolke mit der Galaxis ein gebundenes System bildet oder ob ihre Bahngeschwindigkeit so hoch ist, dass sie dem Gravitationspotenzial der Milchstraße entkommen kann. 2007 revidierte ein Forscherteam um Gurtina Besla und Nitya Kallivayalil vom Harvard-Smithsonian Center for Astrophysics anhand von Untersuchungen mit dem Hubble-Weltraumteleskop die bis dahin verbreitete Auffassung, dass die Magellanschen Wolken auf einer geschlossenen Umlaufbahn die Milchstraße umrunden. Eine gravitative Bindung an die Galaxis würde eine weitaus größere Masse der Milchstraße erfordern, als man seinerzeit annahm.
Inzwischen geht man allerdings doch von einer gravitativen Bindung aus. Es wird erwartet, dass die Große Magellansche Wolke in einigen Milliarden Jahren mit der Milchstraße kollidieren wird. 2018 veranschlagten Marius Cautun und andere den Zeitraum bis zur Verschmelzung auf {\displaystyle 2{,}4_{-0,8}^{+1,2}} Milliarden Jahre. Nach den zugrunde gelegten Modellen wird die Milchstraße bei diesem Ereignis für einige Zeit einen aktiven Galaxienkern entwickeln und ihr zentrales schwarzes Loch wird seine Masse ungefähr verachtfachen. Der galaktische Halo wird dabei mit Sternen aus beiden Systemen angereichert, die bei der Kollision aus ihren Bahnen geschleudert werden. Damit steht der Milchstraße noch vor der in etwa 3 bis 4 Milliarden Jahren erwarteten Andromeda-Milchstraßen-Kollision eine Verschmelzung mit einer anderen, wenn auch deutlich kleineren Galaxie bevor.
Die hohe Relativgeschwindigkeit der Magellanschen Wolken spricht dafür, dass sie sich auf ihrem ersten Vorbeiflug an der Milchstraße befinden. 2010 untersuchte eine Forschergruppe um F. Hammer die mögliche Herkunft der beiden Galaxien. Sie kam zu dem Schluss, dass sich Große und Kleine Magellansche Wolke vor etwa 4,3 bis 8 Milliarden Jahren von der Andromedagalaxie abgelöst haben könnten, als diese mit einer anderen Galaxie zusammenstieß und verschmolz.

## Satellitengalaxien der Großen Magellanschen Wolke
Die Forschung geht davon aus, dass es unentdeckte Satellitengalaxien der Großen Magellanschen Wolke gibt. Von einigen zur Milchstraße gehörenden Begleitsystemen weiß man, dass sie ursprünglich zur Großen Magellanschen Wolke gehörten. Hierzu zählen die beiden Carina- und Fornax-Satellitengalaxien sowie die vier ultralichtschwachen Zwerggalaxien Carina II, Carina III, Horologium I und Hydrus I.

## Magellanscher Strom, Magellansche Korona und Leading Arm

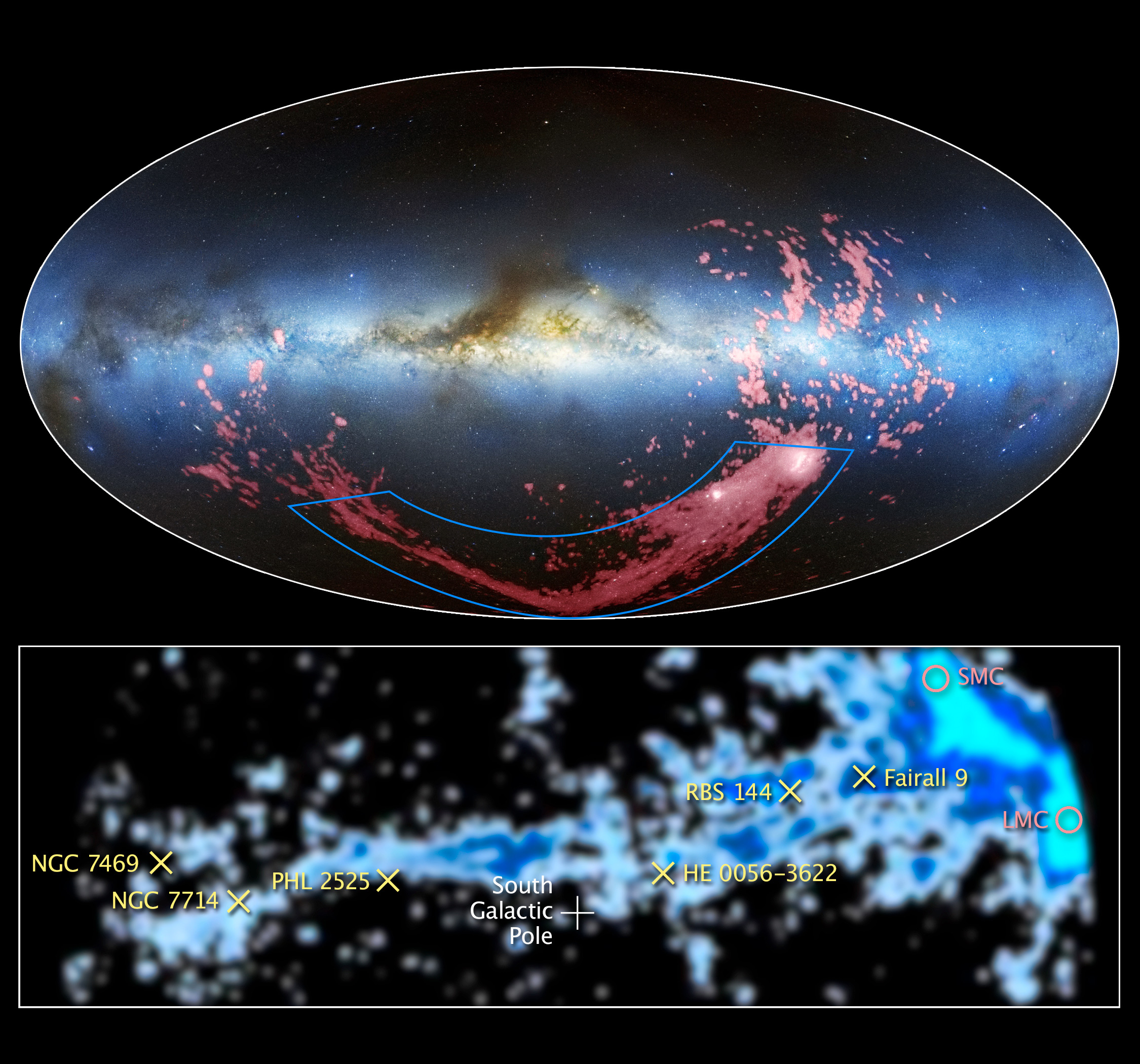
Die Magellanschen Wolken eingebettet in den Magellanschen Strom

1963 fanden Muller et al. Hochgeschwindigkeitswolken aus neutralem Wasserstoff im galaktischen Halo. Diese definieren sich darüber, dass sie sich gegenüber dem Schwerpunkt des Sonnensystems mit Relativgeschwindigkeiten von 100 bis 450 km pro Sekunde bewegen und nicht ins übliche galaktische Rotationsschema passen. Bei dem 1965 entdeckten Magellanschen Strom handelt es sich um eine solche H-I-Hochgeschwindigkeitswolke, in den die beiden Magellanschen Wolken eingebettet sind. Dieses langgezogene, sich über den halben Südhimmel erstreckende Band besteht aus einer Wasserstoffbrücke zwischen den beiden Galaxien (auch als Magellansche Brücke oder Magellanic Bridge bezeichnet) und einem Gasschweif, den die Kleine Magellansche Wolke hinter sich herzieht. 2005 bestimmten Bruns et al. seine Masse zu 1.24e8 M☉. Der von der Kleinen Magellanschen Wolke kommende Magellansche Strom tritt auf Höhe des 30-Doradus-Komplexes in die Große Magellansche Wolke ein. Er entstand wahrscheinlich vor etwa 2,2 Milliarden Jahren bei einer nahen Begegnung der beiden Zwerggalaxien. Außerdem sind die Magellanschen Wolken zusätzlich durch eine Magnetbrücke miteinander verbunden.
Der 1998 entdeckte Leading Arm besteht aus mehreren Hochgeschwindigkeitswolken aus neutralem Wasserstoff und geht der Großen Magellanschen Wolke in ihrer Bewegungsrichtung voran. Er besitzt etwa 5 % der Masse des Magellanschen Stroms. Das Gas im Leading Arm stammt entgegen früheren Annahmen nicht aus der Großen Magellanschen Wolke. Es wurde vielmehr von dieser gravitativ aus der Kleineren Schwestergalaxie herausgerissen und hat das Zentrum der Großen Magellanschen Wolke inzwischen bereits passiert.
Seit 2022 ist bekannt, dass die Große Magellansche Wolke durch eine vorgelagerte Korona davor geschützt wird, große Mengen interstellaren Gases an die viel massereichere Milchstraße zu verlieren. Die Existenz einer solchen Korona wurde vermutet, weil anders die hohe Sternbildungsrate in der Magellanschen Wolke nicht erklärbar war. Bei der Korona handelt es sich um einen gasförmigen Halo mit einer Temperatur zwischen 200.000 und 300.000 K (105,3−105,5 K). In diesem Halo sind hochionisierte Sauerstoff-, Kohlenstoff- und Siliziumatome bis zu einer Entfernung von 100 bis 130 kpc (so genannter Virialradius) nachweisbar.
2019 wurde auf Basis von Durchmusterungsdaten der Gaia-Mission mit dem Sternhaufen Price-Whelan 1 ein Cluster von Sternen geringer Metallizität entdeckt, dessen Alter auf (nur) rund 117 Mio. Jahre veranschlagt wird. Mit einer Gesamtmasse von etwa 1200 M☉ befindet sich Price-Whelan 1 in einer Entfernung von rund 75.000 Lichtjahren zum galaktischen Zentrum und 93.000 Lichtjahren zur Sonne. Damit befindet er sich weiter außen als alle anderen bekannten jungen Sterne der Milchstraße. Mit spektroskopischen Methoden wurde festgestellt, dass Price-Whelan 1 extragalaktischen Ursprungs ist und sich im Leading Arm gebildet haben muss, aus dem er sich inzwischen allerdings etwas entfernt hat. Damit wurde offensichtlich, dass der Leading Arm sich deutlich näher an der Milchstraße befindet, als man ursprünglich annahm. Price-Whelan 1 und die Große Magellansche Wolke liegen am Himmel rund 60° auseinander auf der jeweils anderen Seite der Galaktischen Ebene, was die Ausdehnung des Leading Arms verdeutlicht. Es ist davon auszugehen, dass in kosmologisch naher Zukunft das über den Leading Arm einströmende Gas die Sternbildung in der Milchstraße befeuern wird.

## Sternentstehung in der Großen Magellanschen Wolke

Der 30-Doradus-Komplex (NGC 2070, Tarantelnebel) in der Großen Magellanschen Wolke ist die größte H-II-Region der Lokalen Gruppe

Die Sternentstehungsrate in der Großen Magellanschen Wolke ist hoch. Der 30-Doradus-Komplex (Tarantelnebel) gilt als die größte H-II-Region der Lokalen Gruppe. Um sich eine bessere Vorstellung von der Größe des 30-Doradus-Komplexes zu machen, denke man sich ihn an die Stelle des rund 1350 Lichtjahre entfernten Orionnebels versetzt. Der mit dem bloßen Auge als milchiger Fleck erkennbare Orionnebel ist wie 30 Doradus eine H-II-Region mit aktiver Sternentstehung; er ist Teil der Milchstraße und hat eine Winkelausdehnung von etwa 1° (zwei Vollmonddurchmesser). Der an seine Position versetzte 30 Doradus würde dagegen von der Erde aus gesehen ein Fünftel des Himmels bedecken und für Schattenwurf während der Nacht sorgen.
Teil des Komplexes sind der Doppelsternhaufen Hodge 301 und der offene Sternhaufen Radcliffe 136, der für die Ionisation des Nebels verantwortlich ist. Es wird erwartet, dass sich Radcliffe 136 während der nächsten rund 100 Millionen Jahre von einem offenen zu einem Kugelsternhaufen hin entwickeln wird, bei dem die massereichsten Sterne im Innern nah beieinander stehen und einander eng umkreisen.
Überhaupt ist die Große Magellansche Wolke reich an sehr schweren Sternen. Alle im Universum zu findenden Elemente, die schwerer als Helium sind, wurden fast ausnahmslos von Sternen im Laufe ihres Lebens durch Kernfusion erzeugt. Bei weniger massereichen Sternen endet die Fusionskette spätestens bei Eisen und Nickel. Die Fusion von Elementen höherer Ordnung setzt keine Energie mehr frei. Um Elemente jenseits von Eisen zu erzeugen, muss stattdessen von außen Energie zugeführt werden. Die dafür erforderlichen Bedingungen treten in der Natur nur in wenigen denkbaren Szenarien auf:
- Die Hälfte aller Elemente, die schwerer sind als Eisen, werden im s-Prozess (das s steht für engl. slow neutron capture, also langsamen Neutroneneinfang) von alternden Sternen gebildet, bei denen sich der Wasserstoffvorrat im Innern erschöpft hat. Dabei fangen vorhandene Atomkerne ein Neutron ein und es entsteht ein anderes Isotop des Elementes, wobei sich die Massenzahl um eine Einheit erhöht. Durch anschließenden Beta-Zerfall wandelt sich eines der Neutronen unter Abgabe eines Elektrons in ein Proton um, und die Ordnungszahl erhöht sich um 1 – ein neues, schwereres Element ist entstanden. Der s-Prozess läuft vor allem in AGB-Sternen mit Massen bis zu 10 M☉ ab, bei denen das Schalenbrennen bereits eingesetzt hat. Im Hertzsprung-Russell-Diagramm haben diese Sterne die Hauptreihe verlassen und sind in den Asymptotischen Riesenast gewechselt.
- Neben dem s-Prozess gibt es noch den r-Prozess (rapid neutron capture, schneller Neutroneneinfang), der wesentlich extremere Bedingungen voraussetzt und innerhalb von Sekunden abläuft. Dabei werden wesentlich größere Neutronenmengen den Kernen angelagert und dadurch radioaktive Elemente mit hoher Massenzahl aufgebaut, die dann zu stabilen Elementen zerfallen. Der r-Prozess findet bei wesentlich höheren Drücken und Temperaturen statt als sie für den s-Prozess erforderlich sind. Typischerweise sind das Bedingungen, wie man sie beim Verschmelzen zweier Neutronensterne oder bei Supernova-Explosionen erwartet. Supernovae beenden das Leben von sehr schweren Sternen. Am Ende ihres vergleichsweise kurzen Lebens, in dem sie verschwenderisch mit ihrem Brennstoffvorrat umgegangen sind, verstreuen sie dabei die in ihnen erzeugten schweren Elemente in den umgebenden Raum, wo sie nachfolgenden Stern- und Planetensystemen als Grundlage dienen.[55] Daher gelten massereiche Sterne als Antreiber der Galaxienentwicklung und sind insofern beliebte Forschungsgegenstände.[57]

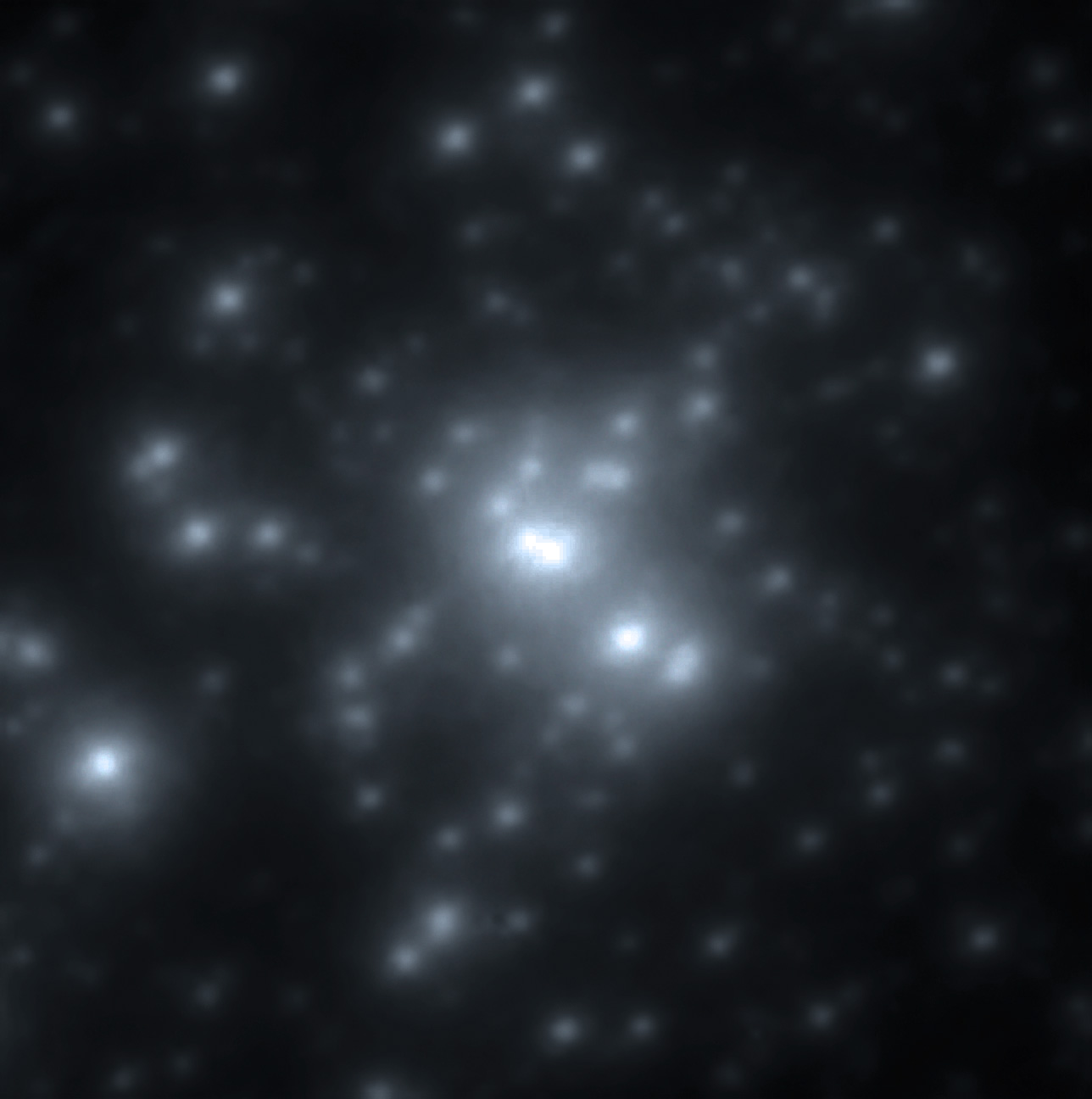
Der offene Sternhaufen Radcliffe 136 mit den beiden optisch scheinbar eng zusammen stehenden Riesensternen R136a1 und R136a2 im Bildzentrum.

Sterne von großer Masse sind im Universum jedoch eher die Ausnahme. Durchschnittlich ist nicht einmal jeder hundertste Stern schwerer als zehn Sonnenmassen. Im 30-Doradus-Komplex allerdings gibt es eine Vielzahl von noch weitaus schwereren Riesensternen, weshalb sich das Interesse der Astronomen auf dieses Gebiet in der Großen Magellanschen Wolke konzentriert. Mit dem VLT der Europäischen Südsternwarte konnten rund 1000 Riesensterne im 30 Doradus identifiziert und beobachtet werden.
Den bislang massereichsten aller als stabil bekannten Sterne, R136a1 im Sternhaufen Radcliff 136, taxieren die Astronomen auf 265 Sonnenmassen. Seine Leuchtkraft übertrifft die der Sonne um das 10-Millionenfache. Bei seiner Geburt vor etwa einer Million Jahren war er noch um einiges schwerer. Nach theoretischen Modellen könnte er eine Ausgangsmasse von bis zu 320  M☉ gehabt haben, von denen inzwischen ein guter Teil als Sternwind verloren ging. Vor einigen Jahren war man noch davon ausgegangen, dass es eine natürliche Stabilitäts-Obergrenze für die Sternenmasse bei rund 150 M☉ gebe.
Weitere Beispiele für Riesensterne in der Großen Magellanschen Wolke sind R136a2 (195 M☉), VFTS 682 (150 M☉), HD 269810 (130 M☉) und S Doradus (> 50 M☉). Gegenüber diesen superschweren Sternen fällt VFTS 102 mit rund 20 M☉ etwas ab. Er gilt als der am schnellsten rotierende aller bekannten Sterne. Gemeinsam ist allen genannten Sternen ihr prognostiziertes Ende als Supernova.

## Supernova-Forschung

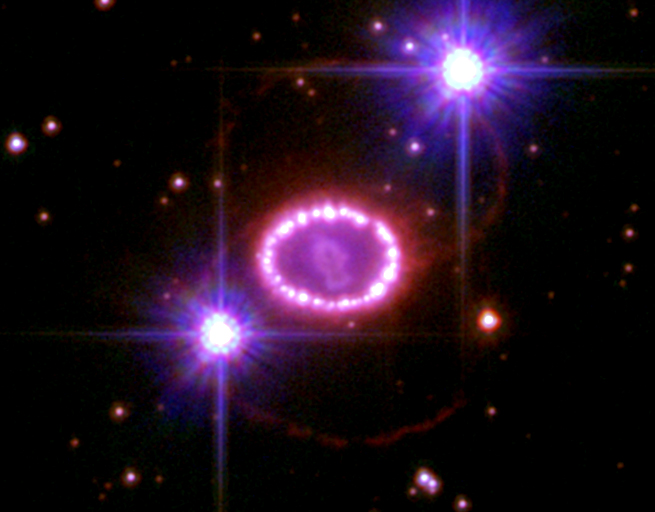
Die Supernova 1987A in der Großen Magellanschen Wolke 20 Jahre nach ihrer Entdeckung mit Lichtechos an früher vom Vorgängerstern abgestrahlter Materie.

Die letzte freiäugig zu beobachtende Supernova seit fast 400 Jahren fand 1987 in unmittelbarer Nähe zum 30-Doradus-Komplex in der Großen Magellanschen Wolke statt. Sie trägt den Namen SN 1987A und war ein Glücksfall für die Forschung. SN 1987A war die erdnächste Sternenexplosion seit der Keplerschen Supernova im Jahr 1604 und die erste Supernova, die spektroskopisch genau untersucht werden konnte. Bei ihr handelte es sich um eine Kernkollaps- oder hydrodynamische Supernova, bei der die Gravitation den Kern des Vorgängerstern in Bruchteilen von Sekunden zusammenfallen ließ, nachdem der Kernbrennstoff sich erschöpft hatte. Im Inneren bildete sich ein Neutronenstern mit einem Radius von etwa 10 km und einer Dichte von rund 100 Millionen Tonnen pro Kubikzentimeter aus. Beim Kernkollaps wurden ungefähr 6e46 Joule freigesetzt – rund einhundertmal mehr Energie als die Sonne insgesamt während ihrer auf rund 10 Milliarden Jahre geschätzten Lebensdauer abgestrahlt hat und noch abstrahlen wird. Die äußeren Hüllen des Sterns wurden, angetrieben von einer Schockwelle der auf den Neutronenstern einfallenden und zurückprallenden Materie, in einer gigantischen Explosion in den umgebenden Raum abgestoßen. Die expandierende Hülle treibt mit einer Geschwindigkeit von über 7000 Kilometer pro Sekunde vom Detonationszentrum fort. Auch wenn die abgestoßene Materie durch interstellare Materie abgebremst wird, wird ein Teil von ihr die Große Magellansche Wolke, deren Entweichgeschwindigkeit bei weniger als 100 km/s liegt, für immer verlassen. Direkt nach dem Kernkollaps stiegen die Temperaturen im Zentrum der Supernova auf rund 10 Milliarden K (entsprechend 10 Milliarden °C) an.
Eine Supernova kann auf dem Höhepunkt der Explosion so hell leuchten wie eine ganze Galaxie. Auch SN 1987A erreichte mit 2e8 L☉ ungefähr die Gesamthelligkeit der Großen Magellanschen Wolke. Da es sich beim Vorgängerstern Sanduleak −69° 202 (kurz Sk −69 202) um einen Blauen Überriesen handelte, war ihre Helligkeit trotzdem im Vergleich zur Supernova eines typischen Roten Überriesen um einen Faktor 10 bis 40 schwächer.
Die in Form von Licht abgestrahlte Energie macht nur einen Bruchteil der Gesamtstrahlung einer Supernova aus. Der weitaus überwiegende Teil wird in Form von Neutrinos abgegeben. Bei der SN 1987A gelang es erstmals (sieht man von der Sonne ab), registrierte Neutrinos einer Quelle zweifelsfrei zuzuordnen. Auch einige der im Rahmen des Kernkollapses unter hohem Druck und hoher Temperatur erzeugten Elemente höherer Ordnung konnten nachgewiesen werden. Von der Raumsonde SolarMax, die eigentlich zur Erforschung der Sonne gestartet war, registrierte Linien im Gammastrahlenspektrum konnten eindeutig der Supernova 1987A zugeordnet werden. Sie wurden durch den Zerfall radioaktiven Cobalts (56Co) zu Eisen verursacht.
Der Blaue Überriese Sk −69 202 war der erste Ausgangsstern einer Supernova, den man nachträglich eindeutig identifizieren konnte. Er besaß etwa 17 M☉ und war Teil eines Dreifachsternsystems. Erst 33 Jahre nach der ersten Beobachtung konnte geklärt werden, dass von Sk -69 202 ein Neutronenstern und kein Schwarzes Loch zurückgeblieben ist. Mit Instrumenten des James-Webb-Weltraumteleskops  wurden am 16. Juli 2022 Emissionslinien von ionisiertem Argon und Schwefel nahe dem zentralen kompakten Objekt identifiziert, die sich ebenfalls durch Anwesenheit eines Neutronensterns erklären lassen. Ein Pulsar am Ort der Explosion konnte bislang nicht direkt nachgewiesen werden. Die Chancen einen solchen zu entdecken verbessern sich jedoch, je mehr sich die abgestoßene Materie im interstellaren Raum verdünnt.

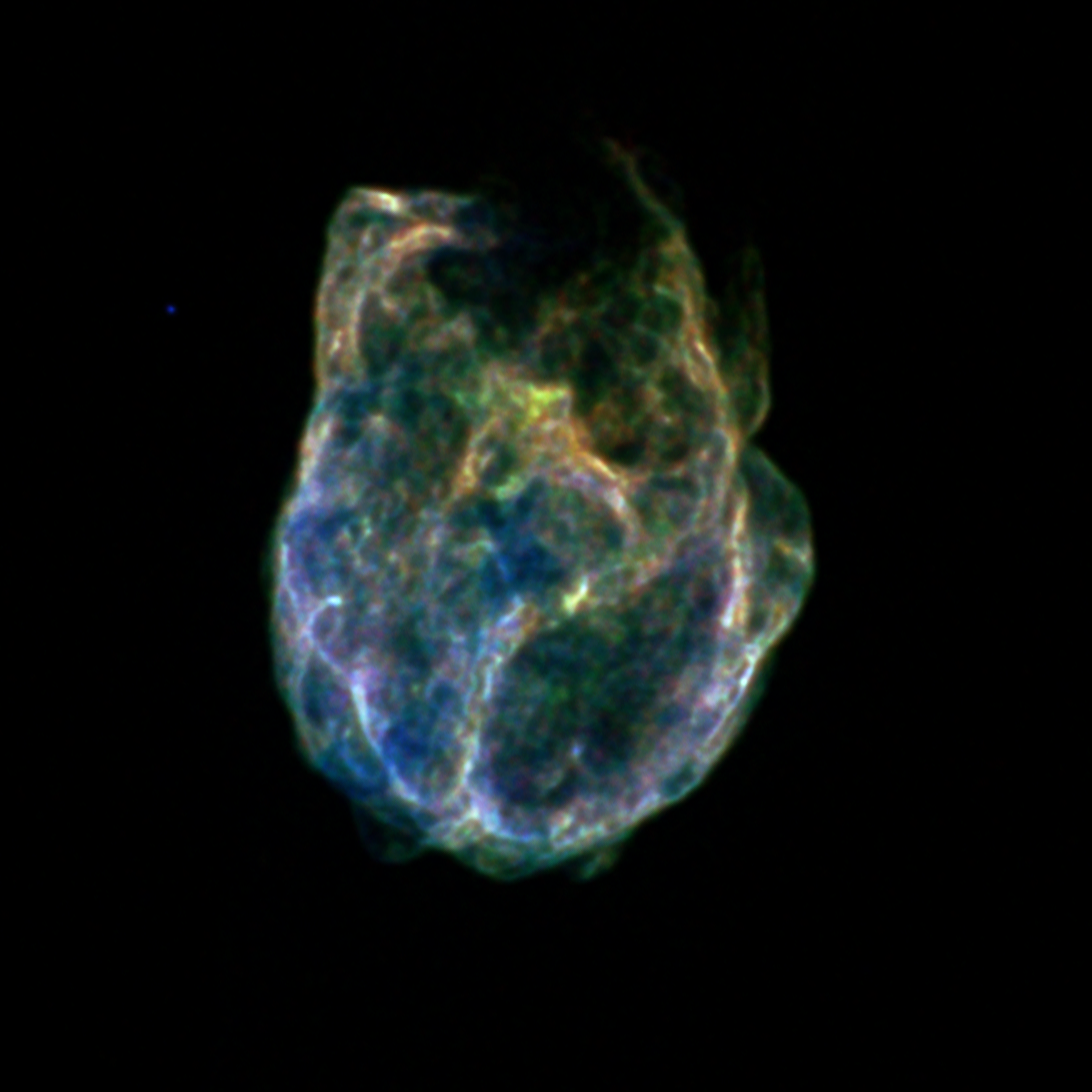
Supernovaüberrest N132D in der Großen Magellanschen Wolke

Zwischen 1964 und 2020 wurden in der Großen Magellanschen Wolke 60 Supernovaüberreste (engl. supernova remnant, kurz SNR) und weitere 14 SNR-Kandidaten entdeckt. Sie wurden mit optischen, röntgen-, radio- und infrarotastronomischen Mitteln nachgewiesen. Allerdings schränken Empfindlichkeits- und Auflösungsgrenzen die weitere SNR-Suche mit den bis dahin verwendeten Methoden ein. 2020 gelang einer Gruppe von Astronomen der Nachweis dreier weiterer SNR und 16 noch näher zu untersuchender Kandidaten in den Außenbezirken der Großen Magellanschen Wolke mit neuen, spektroskopischen Methoden (Verwendung von Schmalbandfiltern zur Untersuchung der Hα-, S-II- und O-III-Linien). Überraschenderweise scheinen die 16 Kandidaten im Mittel um den Faktor 2 signifikant größer zu sein als die drei nachgewiesenen Supernovaüberreste. Möglicherweise handelt es sich dabei um eine früher bereits theoretisch vorausgesagte, bislang aber noch nicht nachgewiesene Klasse von SNR, die sich überwiegend nur im sichtbaren Licht bemerkbar macht. Die zugehörigen Supernova-Explosionen haben sich vor bis zu 120.000 Jahren ereignet.

## Beobachtungsobjekte in der Großen Magellanschen Wolke (Auswahl)

NGC 2014 und NGC 2020 in der Großen Magellanschen Wolke in einer Aufnahme des Hubble-Weltraumteleskops.

Es gibt zahlreiche interessante astronomische Objekte in der Großen Magellanschen Wolke, darunter viele Sternhaufen und Nebel, die bereits mit kleinen Fernrohren beobachtet werden können:
- NGC 1466
- NGC 1711
- NGC 1755
- NGC 1816
- NGC 1818
- NGC 1835
- NGC 1850
- NGC 1866
- NGC 1966
- NGC 1968
- NGC 1974
- NGC 1978
- NGC 2010
- NGC 2011
- NGC 2014
- NGC 2020
- NGC 2060
- NGC 2070 (30-Doradus-Komplex, Tarantelnebel)
- NGC 2080 (Geisterkopfnebel)
- NGC 2081
- NGC 2100

## Trivia/Science-Fiction
- In Bungies Videospielreihe Halo ist die Große Magellansche Wolke die Heimatwelt der parasitären Lebensform der Flood.